# Conrad Botes
Conrad Botes (Ciutat del Cap, 1969), de vegades anomenat Konradski, és un artista i autor de còmics sud-africà. Des de principis dels anys 1990. és un dels principals promotors de la revista Bitterkomix amb Anton Kannemeyer, una crítica punyent de la cultura afrikaner.
Es va llicenciar en Il·lustració a la Koninklijke Academie van Beeldende Kunsten de La Haia el 1994, i té un Màster de Belles Arts per la universitat de Stellenbosch (1997).
Ha participat en nombroses exposicions internacionals. Viu i treballa a la Ciutat del Cap. També és reconegut com a pintor i escultor.

## Obra publicada
- «Lucky, lucky», a Comix 2000, L'Association, 1999
- Die Foster Bende, Conrad Botes i Ryk Hattingh, Bitterkomix Pulp, June 2000[4][5]
- Rats et chiens, Cornelius, coll. "solange», 2009, ISBN 9782915492538[6]
- The Erotic Drawings of Conrad Botes, Bitterkomix[7]
- Le Pays de Judas, Cornelius, 2023, ISBN 9782360811977[8]